# Conus burryae
Espèce
Conus burryae est une espèce de mollusques gastéropodes marins de la famille des Conidae.
Comme toutes les espèces du genre Conus, ces escargots sont prédateurs et venimeux. Ils sont capables de « piquer » les humains et doivent donc être manipulés avec précaution, voire pas du tout.

## Description
La taille de la coquille varie entre 20 mm et 35 mm.

## Distribution
Locus typicus :. Off Lower Matecumbe Key, Lower Florida keys. 
.
Cette espèce est présente dans le Golfe du Mexique.

## Taxonomie

### Publication originale
L'espèce Conus burryae a été décrite pour la première fois en 1942 par le malacologiste américain William James Clench dans « Johnsonia »,.

### Synonymes
- Conus (Dauciconus) burryae Clench, 1942 · appellation alternative
- Conus anabathrum antoni Cargile, 2011 · non accepté
- Conus anabathrum burryae Clench, 1942 · non accepté
- Conus floridanus burryae Clench, 1942 · non accepté (basionyme)
- Dauciconus burryae (Clench, 1942) · non accepté
- Gradiconus anabathrum burryae (Clench, 1942) · non accepté
- Gradiconus anabathrum tranthami (Petuch, 1995) · non accepté
- Gradiconus burryae (Clench, 1942) · non accepté
- Gradiconus burryae burryae (Clench, 1942) · non accepté
- Gradiconus tortuganus Petuch & Sargent, 2011 · non accepté